# My Heroics, Part One
My Heroics, Part One is een nummer van de Belgische indierockband Absynthe Minded uit 2005. Het is de enige single van hun tweede studioalbum New Day.
"My Heroics, Part One" bereikte de Vlaamse Ultratop 50 niet; in plaats daarvan werd de 2e positie in de Vlaamse Tipparade gehaald. Desondanks kreeg het nummer veel waardering. Zo werd het door Studio Brussel uitgeroepen tot Belgische popsong van de jaren nul. Ook wordt het tot op de dag van vandaag nog veel gedraaid en keert het regelmatig terug in eindejaarslijsten. Er is echter nooit een "Part Two" van het nummer verschenen.
In 2020 werd een akoestische versie van het nummer opgenomen voor het album The Birdsong Sessions, een live-ep die werd uitgebracht ter gelegenheid van een streamingconcert. 

## Tracklijst
- Cd-single

1. "My Heroics, Part One" - 4:35
2. "Mary's Hotel" - 4:11